# Chief Data Officer
Pour les articles homonymes, voir CDO.
Un chief data officer (CDO) ou  directeur des données (DSD) est un dirigeant de l'entreprise, responsable des données. Cette fonction découle directement des approches de type mégadonnées (big data) et sa nouveauté, ainsi que la définition encore peu précise des mégadonnées, en rendent les contours très variables en fonction des institutions ou des entreprises.
Le CDO a en général la charge de toutes les étapes de la gestion de la donnée au sein de l'entreprise mais n'en contrôle pas les aspects strictement techniques (qui restent le plus souvent sous la responsabilité du DSI) avec lequel il travaille en étroite collaboration. La responsabilité sur les données conduit souvent le CDO à être aussi chargé de la réflexion sur les Analytics et les visualisations adaptées aux métiers. Il a aussi la responsabilité des analyses d'aide à la décision et doit donc parfaitement connaitre les enjeux stratégiques de l'entreprise.
Selon l'APEC, le Chief Data Officer ou responsable de la gouvernance des données "met en place et gère la gouvernance des données" (définir ce qui doit être conservé, structuré, analysé...) et "accompagne la transformation digitale de l’entreprise". Il/elle gère la gestion des données de l’entreprise tout au long de leur cycle de vie, que ce soit d’un point de vue technique ou juridique et il/elle en assure la qualité et la normalisation".
Ce poste est considéré comme stratégique mais particulièrement exposé étant donné son caractère fondamentalement transversal qui nécessite une bonne connaissance du métier et la compréhension des enjeux techniques (hébergement, visualisation de la donnée).

## Rôle
La responsabilité du CDO concerne les données et leur état (riches, fraîches, fiables et cohérentes) ainsi que leur gouvernance. Les données peuvent être d’origine interne ou externe, privée ou publique (données ouvertes).
Le directeur des données peut être chargé de l'acquisition de données :
- échanges, négociation pour fourniture par des fournisseurs, partenaires ou clients de l'entreprise ;
- identification de fournisseurs possibles de données, sensibilisation, négociation et acquisition ;
- action auprès d’un régulateur si les données s’y prêtent et si elles ne sont pas disponibles à l’achat[7].

La fonction est à différencier du délégué à la protection des données (protection des données personnelles) inscrit dans le règlement général sur la protection des données qui ne peut pas exercer la fonction de dirigeant d'une organisation 
Le Chief Data Officer n'est pas la personne qui met en place les serveurs, bases ou les visualisations car il fait l'interface entre les demandes des métiers et l'IT ou les spécialistes de la data qui n'ont pas de vue claire des exigences de chaque métier.

## L'analytique
Les données sont principalement intégrées à des fins analytiques, permettant d’identifier et de communiquer des motifs significatifs (singularités, régularités, etc.) présents dans les ensembles de données.
Un analyste utilise des outils informatiques en combinaison avec des méthodes statistiques et des analyses rigoureuses, qu’elles soient quantitatives ou qualitatives, pour prendre des décisions stratégiques pour l’entreprise. Il allie des compétences en statistiques descriptives et inductives, une compréhension approfondie de l’entreprise et de ses enjeux, ainsi qu’une connaissance de son système d’information, de ses outils et de ses données.
Le rôle de l’analyste est de présenter les motifs et leur signification aux décideurs et de préparer des modèles d’algorithmes pour leur automatisation dans des applications.

## Les décisions
Cela dit, peut-être la principale fonction d’un Chief Data Officer est-elle d’augmenter ce qu’on appelle les décisions en « connaissance des données ».
Il est donc au cœur des différents sujets de l’entreprise et s’appuie sur une équipe d’analystes et d’informaticiens pour agréger cette information et la rendre accessible au niveau décisionnel.

## Exemples de postes de CDO
Le directeur des systèmes d'information a toute légitimité pour exercer, tout au moins en phase naissante, la fonction de CDO, implicitement ou explicitement.
Cela étant, des exemples de purs CDO sont connus :
L'hôpital pédiatrique de Seattle emploie depuis 2007 un CDO responsable tout à la fois d'un laboratoire de recherche (bioinformatique et séquençage à haut débit) et de l'analytique (prévision du nombre de patients sous cinq ans, identification des facteurs-clef d'amélioration du rang de l'Hôpital dans les classements, modélisation économique...). En France, Henri Verdier a été nommé en septembre 2014 Administrateur Général des Données de l'État. Lubomira Rochet entre au Comité exécutif de l'Oréal comme directrice de la branche digitale de l'entreprise.
Le profil type du CDO est celui d'un connaisseur du métier avec une compétence réelle d'analyse des données. L'expérience montre que les profils très techniques connaissent plus de difficultés d'adaptation au poste.